# 苏丹阿都阿兹皇家展览馆
苏丹阿都阿兹皇家展览馆是一座位于马来西亚雪兰莪州巴生县的展览馆，也被俗称为“白宫”，收藏雪兰莪已故苏丹沙拉胡丁·阿都阿茲沙和雪兰莪皇室的珍藏品目前该馆主席为沙拉胡丁的外甥，即东姑拿督斯迪亚布特拉阿尔哈芝。

## 历史
1909年时，该建筑落成时被定名为苏丹苏莱曼大厦。在英屬馬來亞时期，英殖民政府将该建筑设为土地和行政办公室。到了日据时期则成了战争总部。1957年独立初期该建筑则被用为巴生县办事处。1988年时该建筑以“纪念博物馆”对外开放，并在2007年10月19日由蘇丹沙拉弗丁正式开放，并命名为“苏丹阿都阿兹皇家展览馆”

## 建筑设计
该展览馆共有两层，并由英国建筑师亚瑟·本尼森·哈巴克所设计。

## 展览
展览馆内设有自1766年以来雪兰莪苏丹王朝的历史和遗产，并有超过2,000种文物。 

## 交通
该展览馆可通过从巴生火车站往南步行抵达。